# رمضان في القدس

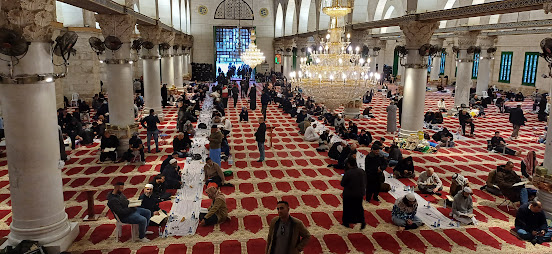
الإفطار من المسجد الأقصى رمضان 1445

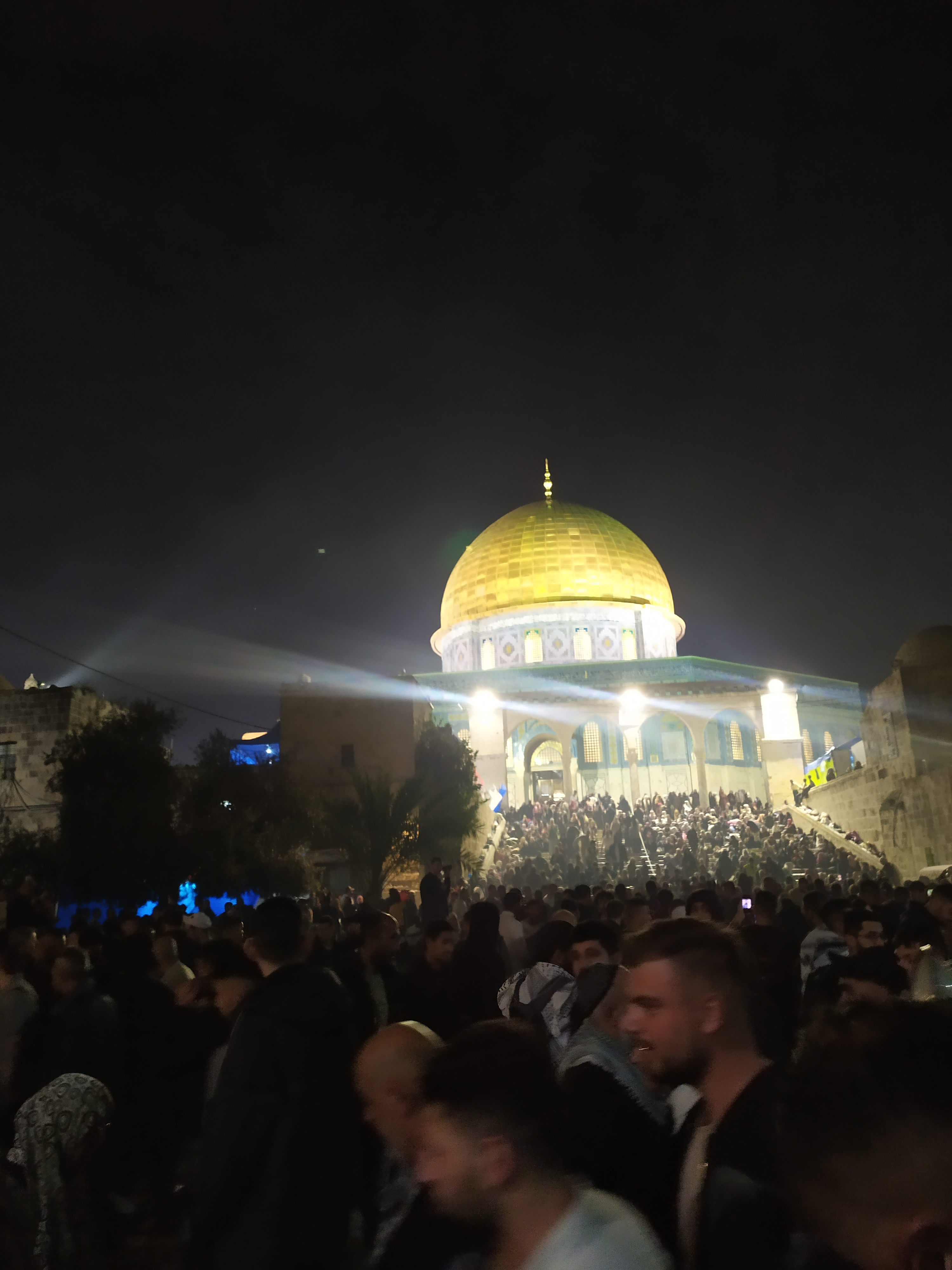
قبة الصخرة المشرفة في القدس في ليالي شهر رمضان المبارك

رمضان في القدس، هو حدث سنوي ينتظره أهالي مدينة القدس بهدف العبادة وتجديد النوايا والعادات الحياتية والدينية وينتظره الأطفال للاستمتاع بتجربة الصيام والصلاة كما الكبار ورائحة الكعك والقطايف التي تفوح في كل مكان، بالإضافة إلى التجهيز لزينة شهر رمضان والتي في العادة تكون أضواء كهربائية بألوان وأشكال تعكس روح الشهر مثل الفوانيس إلا أن الزينة هي ما يتجهز فيها الناس من بداية شهر شعبان، فتكون المدينة على قمة الاستعداد الجمالية في منتصف شعبان منتظرين رؤية هلال شهر رمضان حيث العبادات وصلاة التراويح والموائد داخل المسجد الأقصى مما يملأ المدينة بالأجواء الروحانية والألفة والمودة بين أبناء المدينة.

## رمضان في البلدة القديمة
تملا أجواء احتفالية شوارع البلدة القديمة وجميع أحياء القدس وذلك لاستقبال بداية شهر رمضان الذي يمثل أحد أهم المناسبات الإسلامية في السنة إلى جانب عيد الفطروعيد الاضحى هذا ويتم تزيين باب العامود بزينه رمضان الى جانب توزيع عدد من التجار الحلوى بشكل مجاني.

## منطقه باب العامود
يحرص المقدسيون على زينتها لكونها بوابة البلدة القديمة عبر طريق الواد وخان الزيت وسوق القطانين ومنطقة باب المجلس وباب السلسلة وبقية أبواب المسجد الأقصى.

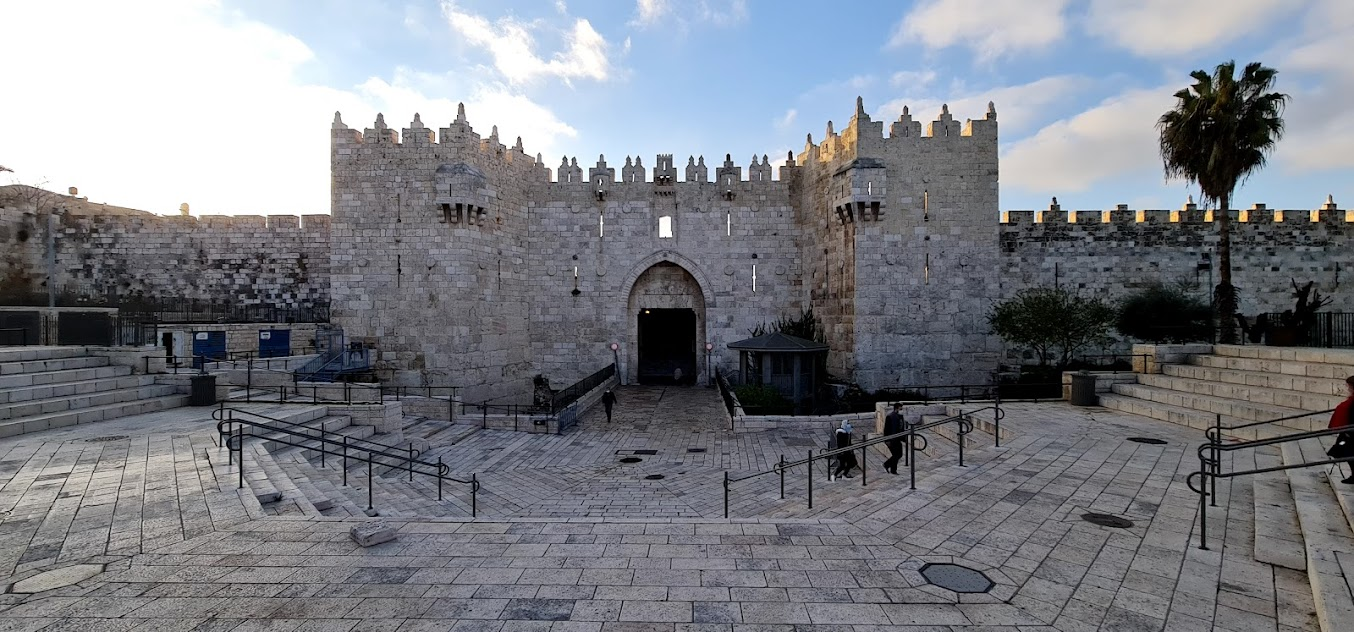
باب العمود

" أصبحت زينة رمضان والأعياد والمناسبات الدينية من أهم الطقوس لدى المقدسيين، ولها رسائل متعددة أهمها إظهار هوية المدينة الإسلامية والفلسطينية العربية وإظهار حالة الفرح والسرور بين المقدسيين والوافدين إلى المسجد الأقصى” قالها التاجر في منطقه باب العامود عصام جوده .

## حارة باب حطة

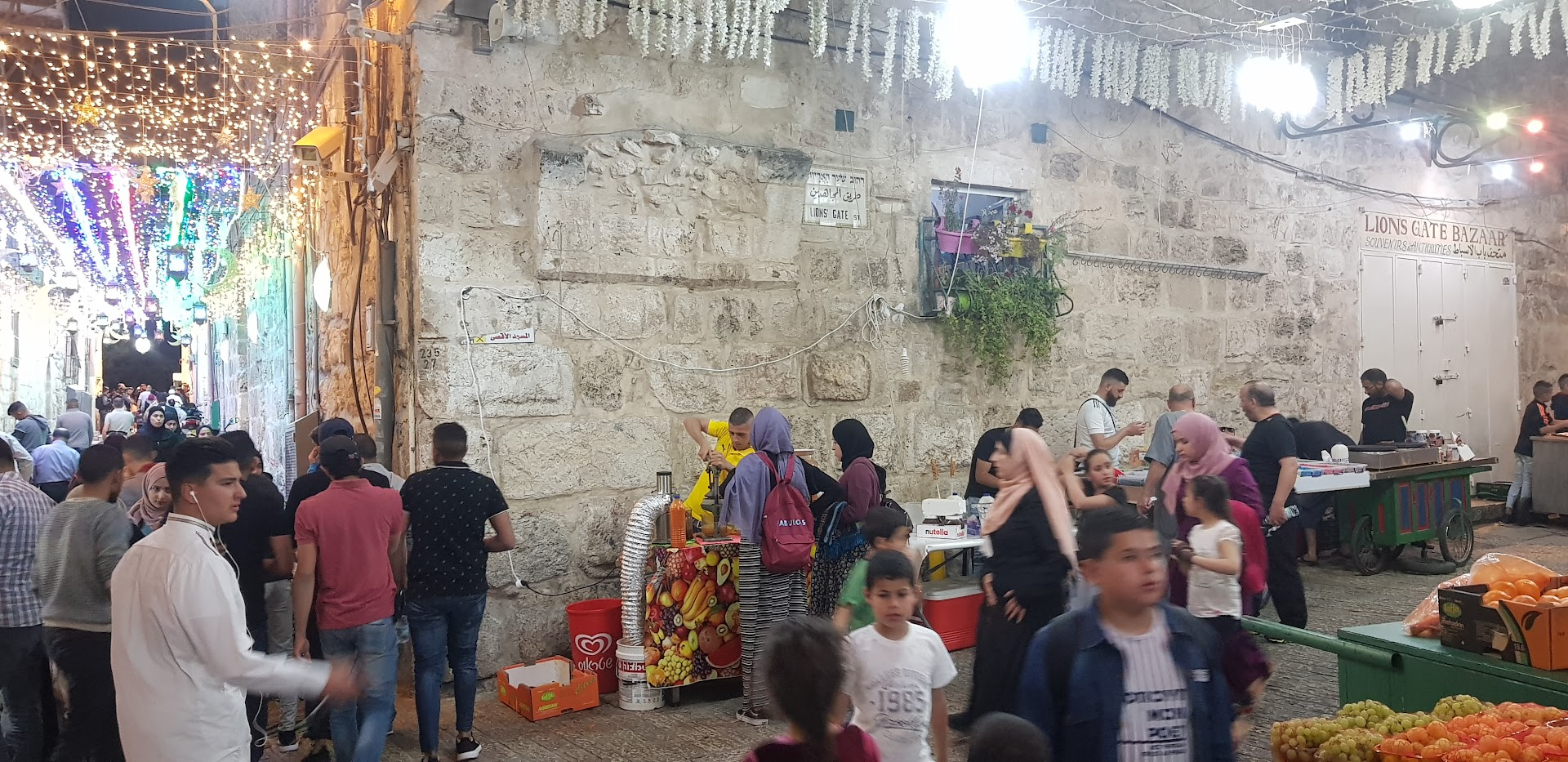
باب حطة

تعتبر حارة باب حطة من اشهر حارات البلدة القديمة وهي طريق اغلب المصلين للوصول الى المسجد الاقصى فالتجهيزات لتزيين الحارة تكون كما كل عام بنشاط وبشكل تطوعي من أهالي وشباب وأطفال الحي الذين ينتظرون هذا الشهر بشغف كل عام . وبهذا الخصوص قال سامر خليل المتحدث الرسمي باسم لجنة شباب واهالي حي باب حطة: " إن زينة رمضان التي تبدأ من مداخل البلدة القديمة تحمل في كل عام رسالة ورؤية معينة "ان المدينة المقدسة حزينة تعيش ظروف غير طبيعية فهي تعاني وتنزف، لكن برغم ذلك نحن صامدون محافظون على هويتنا ومساجدنا وكنائسنا رغم كل ما تمر فيه البلدة القديمة من صعوبات".

## مدفع رمضان

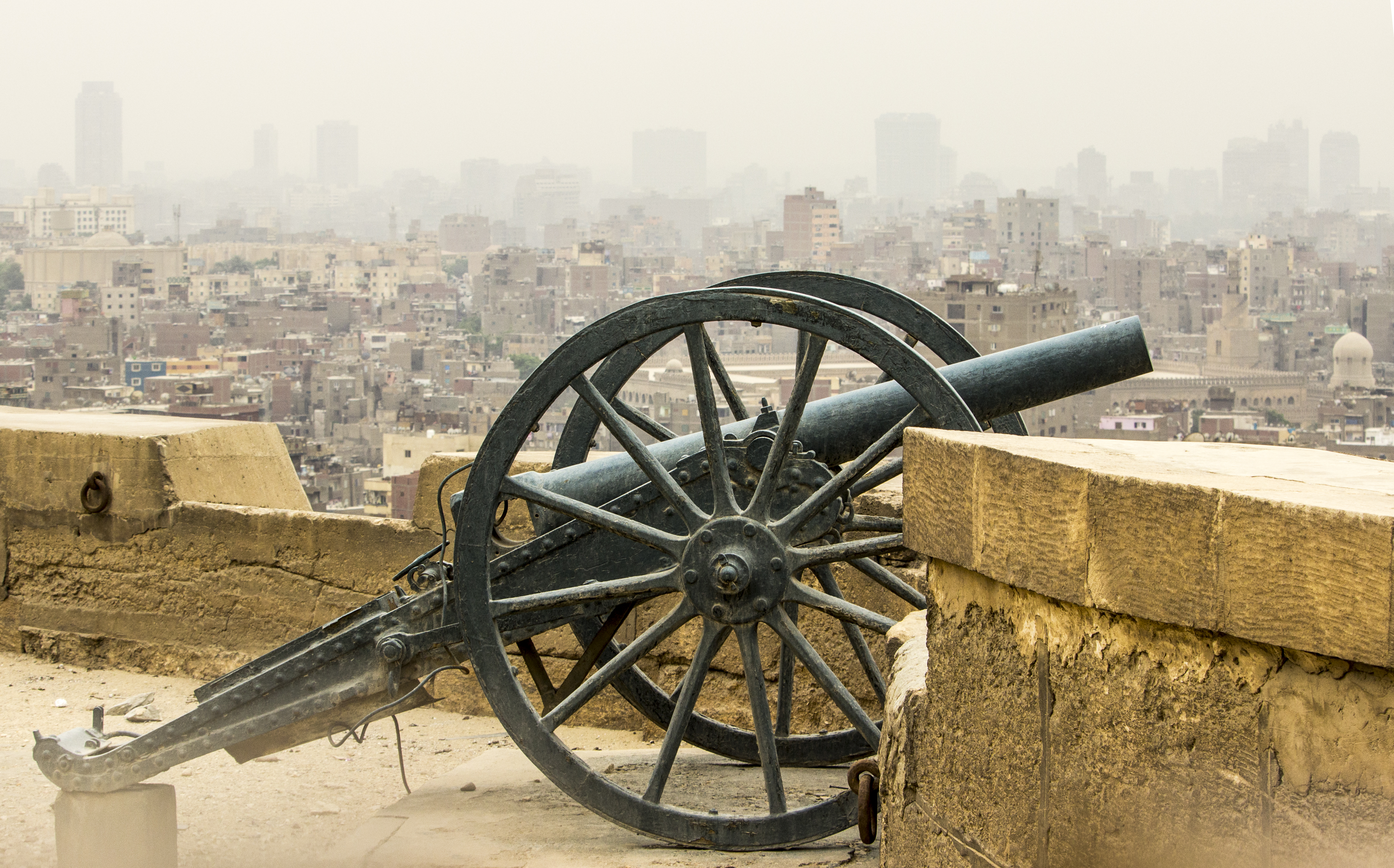
مدفع رمضان

هو مدفع يستخدم للاعلان عن موعد الإفطار وإخبار العامة عن هذا الموعد. وهو تقليد متبع في العديد من الدول الإسلامية بحيث يقوم جيش البلد بإطلاق قذيفة مدفعية صوتية لحظة مغيب الشمس معلنا فك الصوم خلال شهر رمضان.
شكّل مدفع رمضان جزء من الثقافة العربية في البلاد حيث كان له طقوسه الخاصة التي تجاوزت في الكثير من الأحيان غاياتها الدينيّة والاجتماعيّة لأهداف سياسيّة. المقال يستعرض تقاليد وطقوس مدفع رمضان في البلاد.
بغضّ النظر عن أصل منشأ مدفع رمضان الحقيقيّ وتعدّد الروايات حول ذلك، أنّه قد استخدم بشكل منتظم منذ فترة محمد علي باشا أي قبل أكثر من مائة وخمسين عاما، حيث كان التحول المهم في تلك الفترة في إعلان بدء الصوم وانتهاءه، خاصة في فترة لم يكن فيها بعد كهرباء، ولا تلفاز، ولا مذياع ولا تواصل تكنولوجي.

## اليوم الذي تحييه القدس في رمضان كل عام
تحيي عدد من الدول العربية والإسلامية يوم القدس في الجمعة الأخيرة من شهر رمضان وهو يوم يُعبّر عن التضامن مع القضية الفلسطينية وحق تقرير المصير للشعب الفلسطيني، وتحديدًا الحق في إقامة دولتهم وعاصمتها القدس الشرقية.
وتتصادف الجمعة الأخيرة من شهر رمضان مع ليلة القدر التي يحييها الفلسطينيون مساء الـ 26 من شهر رمضان.
يذكر أن هذه الليلة هي الليلة الوحيدة من كل أيام السنة التي تفتح فيها أبواب المسجد الأقصى على مدار الساعة.

## روابط خارجية
“رمضان في القدس”.. قصة حارس مدفع الإفطار- الجزيرة
رمضان في القدس - المكتبة الوطنية
أجواء أول أيام رمضان في القدس المحتلة - الجزيرة نت
شهر رمضان المبارك في القدس والضفة الغربية - اللجنة الدولية للصليب الاحمر
رمضان في القدس: بين البهجة والتخوّف من تصعيد أمني إسرائيلي - i24news
"رمضان في القدس غير" - وكالة وطن للانباء
في ظلال القدس.. أجواء رمضانية روحانية يعيشها الزوار - الدول العربية